# دانبرووا-دوونگی
دانبرووا-دوونگی (به لهستانی:  Dąbrowa-Dołęgi) یک روستا در لهستان است که در گمینا شپیتووو واقع شده‌است. دانبرووا-دوونگی ۱۲۰ نفر جمعیت دارد.